# Hadrien Favre
Hadrien Favre (26 de agosto de 2001) es un deportista suizo que compite en esgrima, especialista en la modalidad de espada. Sus hermanas Angeline y Aurore compiten en el mismo deporte.
En los Juegos Europeos de Cracovia 2023 consiguió una medalla de plata en la prueba por equipos.

## Palmarés internacional
| Juegos Europeos | Juegos Europeos    | Juegos Europeos  | Juegos Europeos    |
| Año             | Lugar              | Medalla          | Prueba             |
| --------------- | ------------------ | ---------------- | ------------------ |
| 2023            | Cracovia (Polonia) | Medalla de plata | Espada por equipos |